# Star Lady
Star Lady (アメリカンヒロイン　スター☆レディ) es una película japonesa, del 24 de diciembre de 2010, producida por Zen Pictures. Es una película del género tokusatsu, de acción y aventuras, con artes marciales, dirigido por Masayuki Toyama, y protagonizada por Rachel y Eri Nakamura.
El idioma de la película es el japonés, pero también está disponible con subtítulos en inglés, en DVD o descargable por internet.

## Argumento[1]
La pareja Hoshizaki encuentran por accidente a una chica que vino en un meteorito caído desde el espacio. La pareja se encargó de cuidarla como si fuera su hija. La pusieron de nombre María Hoshizaki. Sin embargo, María posee poderes especiales que utiliza para mantener la paz y justicia en la tierra.
Cuando una compañera de trabajo llamada Natsumi, es atracada por unos ladrones, María se viste rápidamente en Star Lady y la rescata. Los dos ladrones son miembros de una organización mafiosa creada por Tendo, que pretende crear el kaos en Tokio.
Tendo capturará a Natsumi, para que Star Lady vaya en su ayuda, pero a Star Lady le espera una sorpresa, pues Tendo es capaz de transformarse en un hombre de acero, con poderes similares a los de ella.